# Gerard van Swieten

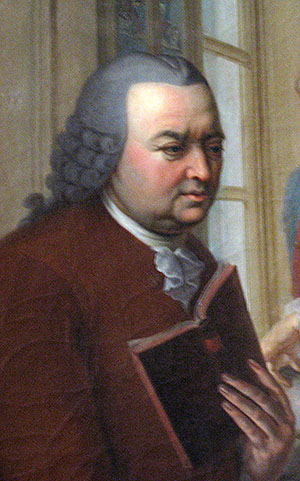
Gerard van Swieten, Porträt vom Kaiserbild im NHM Wien

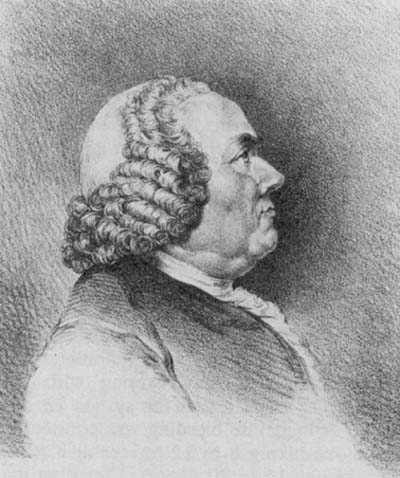
Gerard van Swieten in späteren Jahren

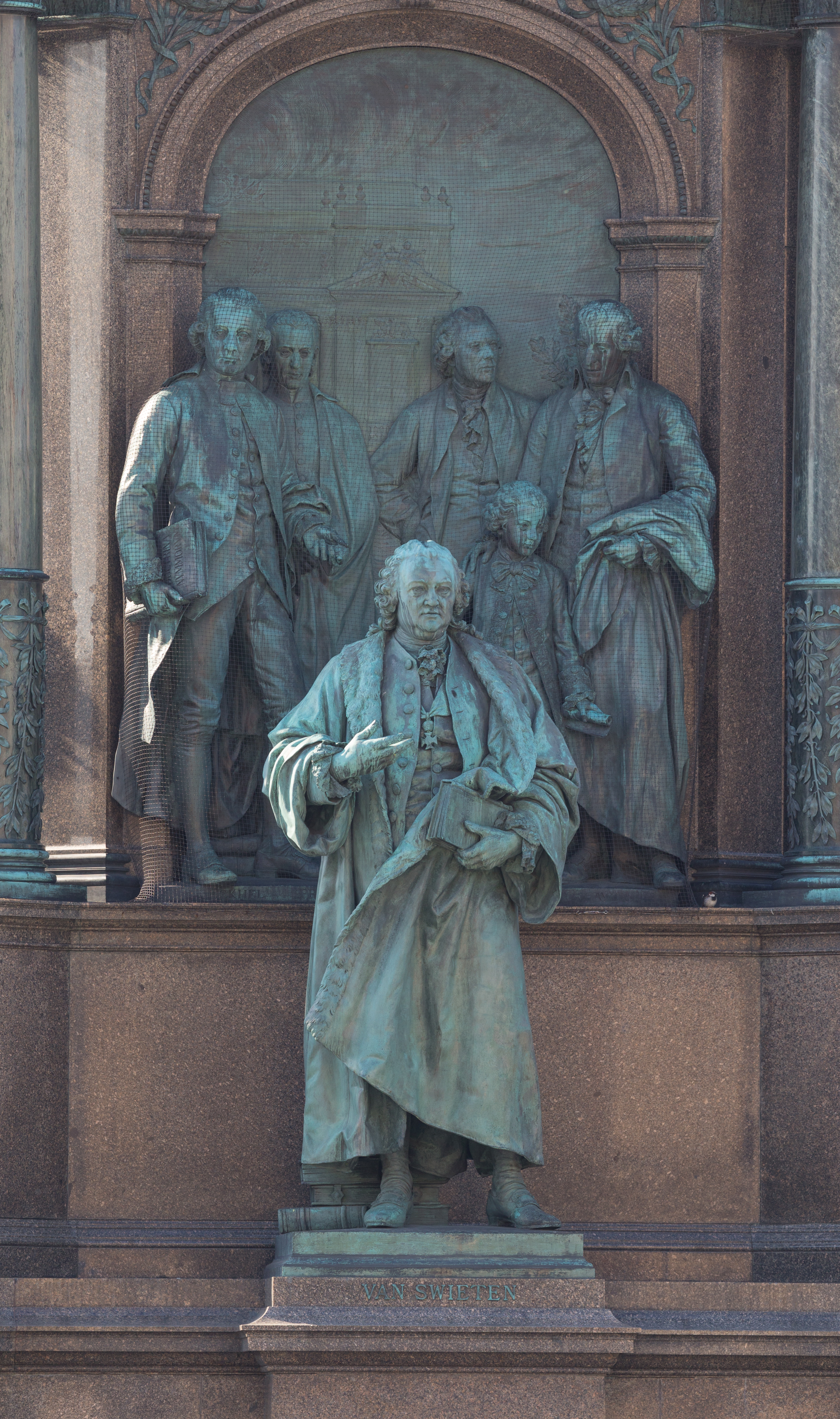
Van Swieten am Maria-Theresien-Denkmal, Wien

Gerard van Swieten, deutsch auch Gerhard von Swieten, ab 1753 Freiherr van Swieten (* 7. Mai 1700 in Leiden; † 18. Juni 1772 in Hietzing beim Schloss Schönbrunn/Wien), war ein niederländischer Mediziner, kaiserlicher Leibarzt von Maria Theresia und Reformer der Wiener Medizinischen Fakultät in der Zeit der Aufklärung.

## Herkunft
Gerard van Swieten entstammte dem alten holländischen Geschlecht van Swieten, das bereits im 13. Jahrhundert verzeichnet war. Während der Reformationszeit hatte ein Teil der Familie die calvinistische Konfession angenommen. Gerard van Swieten entstammte dem katholischen Zweig der Familie. Nach van Swietens späterer Darstellung entstammte die Familie aus altem katholischen Landadel, dessen Vorrechte im reformatorischen Holland verloren gegangen waren. Seine Eltern waren Thomas van Swieten (* 1662 in Leiden), ein Notar, und dessen Ehefrau Elisabeth van Loo, die aus einer Familie aus Haarlem stammte. Beide starben früh, er erhielt zwar Vormünder, die ihn allerdings im Ganzen sich selbst überließen. Die Atmosphäre in van Swietens Heimatstadt Leiden war durch einen religiösen Pluralismus und relative Toleranz geprägt. Politisch tonangebend waren die Calvinisten, jedoch gab es nicht unbedeutende Minderheiten von Katholiken, Jansenisten, Lutheranern, englischen Dissentern, wallonischen Reformierten, Mennoniten und auch eine jüdische Gemeinde.

## Van Swietens Laufbahn
Ab März 1710 besuchte van Swieten die Academie, d. h. die Lateinschule in Leiden. Im Jahr 1714 begann er zunächst ein Studium der Philosophie und Staatswissenschaft an der Katholischen Universität Löwen in den südlichen Österreichischen Niederlanden, wechselte dann aber 1717 an die Universität in seiner Heimatstadt Leiden, wo er in der Artistenfakultät Chemie, Pharmazie und Medizin studierte und Schüler von Herman Boerhaave war. Er wurde 1725 mit einer Arbeit über die Struktur und Funktion der Arterien (Dissertatio de arteriae fabrica et efficacia in corpore humano) promoviert und ließ sich zunächst als Arzt in Leiden nieder. 1729 heiratete er Maria Lambertina Elisabeth Theresia Ter Beeck van Coesfelt, mit der er fünf Kinder hatte. Er wirkte auch als Privatlehrer und vertrat Boerhaave in dessen Abwesenheit an der Universität. Als Katholik war es van Swieten jedoch unmöglich, an der protestantischen Universität Leiden nach dem Tod Boerhaaves im Jahr 1738 dessen Nachfolger zu werden. Ab 1742 erschien sein Werk Commentaria, das ihn weit über die Universität und Stadt Leiden hinaus bekanntmachte. Als Anna von Lothringen, Schwester der österreichischen Kaiserin Maria Theresia, am Kindbettfieber erkrankte, ließ man van Swieten, der mit der Kaiserin in Briefaustausch stand, rufen. Obwohl er der Schwester nicht mehr helfen konnte, war die Kaiserin sehr beeindruckt. Im Jahr 1745 wurde van Swieten deshalb Nachfolger des bisherigen Leibarztes Jean Baptiste Bassand (1680–1742) der Kaiserin Maria Theresia in Wien. In dieser Position setzte er eine Umgestaltung des österreichischen Gesundheitswesens und der medizinischen Hochschulausbildung durch. Auf seine Initiative gehen die Einrichtung eines botanischen Gartens, eines Theatrum anatomicum, eines chemischen Labors und die Einführung des klinischen Unterrichts zurück. Die Summe seiner Aktivitäten machte ihn zum Gründer der Älteren Wiener Medizinischen Schule. Zu seinen Schülern gehörte Leopold Auenbrugger. Mit Anton de Haen, ebenfalls Leibarzt von Maria Theresia, gilt van Swieten als Begründer des klinischen Unterrichts im Habsburgerreich.

## Hofbibliothek und Zensurkommission
Neben seinen medizinischen Aktivitäten war Gerard van Swieten auch als Reformer aktiv. Bereits 1745 wurde er auch zum Präfekten der Wiener Hofbibliothek ernannt. Er hatte in den Niederlanden nicht nur ein zeitgemäßes Verlags-, sondern in Leiden auch ein modernes wissenschaftliches Bibliothekswesen kennen und schätzen gelernt. So veranlasst er über Buchhändler in Paris, Venedig und Leiden den Ankauf neuerer wissenschaftlicher Literatur aus den westeuropäischen Ländern für die Hofbibliothek.
Als Vorsitzender der Bücherzensur-Hofkommission ordnete er das Zensurwesen in den habsburgischen Ländern neu. So verdrängte er die Jesuiten, die bisher die Zensur durchgeführt hatten, und zentralisierte es nur teilweise erfolgreich. Auch versuchte er, rationale und wissenschaftliche Aspekte für die Beurteilung der Bücher zu verwenden. Gerard van Swieten bemühte sich, zahlreiche wissenschaftliche Werke – vor allem aus den Naturwissenschaften, aber auch die Werke der französischen Aufklärer – selbst zu lesen. Für die Zensurkommission erarbeitete er einen Codex, in welchem er die von ihm zensurierten Bücher in Geheimschrift kommentierte, wobei seine Urteile von „ein nützliches Buch, das ich für die Bibliothek gekauft habe“ über „nichts Schlechtes, aber auch nichts Nützliches“ bis hin zu „schamlos, wird verboten“ rangieren.

## Van Swietens Rolle im Kampf gegen den Aberglauben
Bedeutend ist auch die Rolle van Swietens im Kampf der Aufklärer gegen den „Aberglauben“, insbesondere im Fall der Vampire, von denen ab etwa 1720 immer wieder aus Dörfern in Südosteuropa berichtet wurde.
Im Frieden von Passarowitz nach dem Ende des Türkenkrieges 1718 waren einige Regionen – zum Beispiel Nordserbien und ein Teil Bosniens – Österreich zugefallen. Diese Landteile wurden mit Flüchtlingen besiedelt. Sie erhielten den Sonderstatus abgabefreier Wehrbauern. Als Gegenleistung hatten sie für die landwirtschaftliche Erschließung sowie für die Grenzsicherung zu sorgen. Über diese Siedler gelangten die Vampirberichte erstmals in den deutschsprachigen Raum.
Maria Theresia sandte Gerard van Swieten im Jahre 1755 nach Mähren, um die dortige Vampirlage zu klären. Er selbst bezeichnete den Vampirmythos als „Barbarei der Unwissenheit“, die er unbedingt mit allen Mitteln ausmerzen wollte. Er untersuchte die angeblichen Vampirfälle gründlich und verfasste zu diesem Thema einen nüchternen Bericht, der unter dem Titel Abhandlung des Daseyns der Gespenster veröffentlicht wurde und bei dem er natürliche Ursachen als Erklärung für den Vampirglauben heranzog. So führte er den ungewöhnlichen Zustand der als angebliche Vampire exhumierten Leichen, die zum Teil aus dem Mund tretendes Blut, füllige Leiber oder rosige Haut aufwiesen, auf natürliche Ursachen zurück: auf Gärungsprozesse sowie Luftmangel, der die Verwesung verhinderte. In der Vorrede seines Berichtes von 1768 schrieb er, „daß der ganze Lärm von nichts andern herkömme, als von einer eitlen Furcht, von einer aberglaubischen Leichtglaubigkeit, von einer dunklen und bewegten Phantasey, Einfalt und Unwissenheit bei jenem Volke.“
Andere Mediziner stützten seine Theorie oder identifizierten andere Ursachen für das vermehrte Sterben in den Dörfern, zum Beispiel Seuchen. Somit zählte van Swieten wohl zu den wichtigsten Kämpfern gegen den Aberglauben des „einfachen“ Volkes. Aufgrund seines Berichtes erließ Maria Theresia einen Erlass, der alle traditionellen Abwehrmaßnahmen gegen Vampire wie das Pfählen, Köpfen und Verbrennen verbot.
Van Swieten war eine Vorlage für Bram Stokers Romanfigur des Vampirjägers Van Helsing in seinem berühmten Roman Dracula.

## Familie
Er heiratete 1729 Marie Lambertine Ter Beek von Coesfeld († 9. März 1784) und hatte mehrere Kinder, darunter:
- Gottfried  (1734–1803), Gönner von Wolfgang Amadeus Mozart, Gesandter in Berlin
- Gilbert Heinrich ⚭ Charlotte Philippine T’Serclaes
- Marie Therese Francoise Josepha ⚭ Jaques Louis Joseph, Baron de Bonaert
- Elisabeth Jeanna ⚭ Joseph Hyazinth T’Serclaes

Van Swieten ist in der Wiener Augustinerkirche begraben.

## Würdigung
Gerard von Swieten wurde mehrfach geadelt: 1748 wurde er Baron der Österreichischen Niederlande, 1753 in Österreich in den Freiherrenstand erhoben und 1767 in den Tiroler Ritterstand.
Im Dezember 1753 wurde Gerard Freiherr von Swieten Ehrenmitglied der Kaiserlichen Akademie der Wissenschaften in Sankt Petersburg.
Am 6. März 1754 wurde er mit dem Beinamen Mithridates als Mitglied (Matrikel-Nr. 588) in die Leopoldina aufgenommen.
Gerard von Swieten war Mitglied der Olmützer Gelehrtengesellschaft Societas incognitorum.
Nach Gerard von Swieten wurde 1760 eine Gattung der Mahagonigewächse benannt, die Swietenia.
Im Jahr 1862 wurde in Wien-Alsergrund (9. Bezirk) die Van-Swieten-Gasse nach ihm benannt. Ebenfalls in Wien ist nach ihm die Van-Swieten-Kaserne des österreichischen Bundesheeres benannt; sie beherbergt das Militärmedizinische Zentrum. Im 10. Bezirk trägt eine Dienststelle des Wiener Roten Kreuzes, die Bezirksstelle Van Swieten in der Landgutgasse, seinen Namen. Die Medizinische Universität Wien würdigte Van Swieten unter anderem mit der Benennung ihres Festsaals als Van Swieten Saal.

## Werke

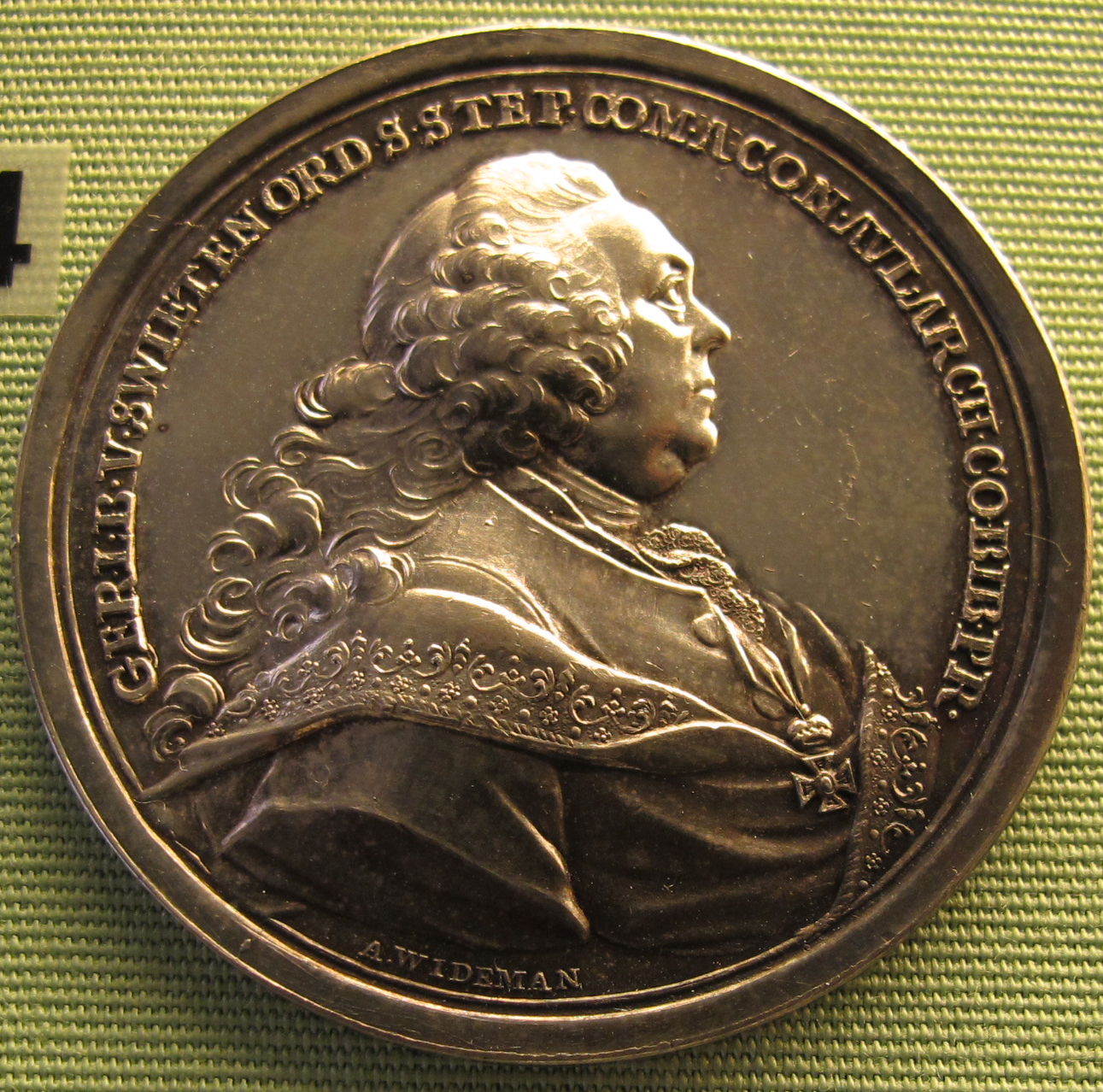
Medaille von 1772

- Commentaria in Hermanni Boerhaave aphorismos de cognoscendis et curandis morbis, 9 Bände; 1743–1775 (Venedig 1745–1764)
- Constitutiones epidemicae, 2 Bände; 1782 herausgegeben
- Epidemieen und Krankengeschichten; 1785
- Vampyrismus im Project Gutenberg